# Государственный русский драматический театр Удмуртии
Государственный русский драматический театр Удмуртии находится в Ижевске на улице Максима Горького в Октябрьском районе города.

## История

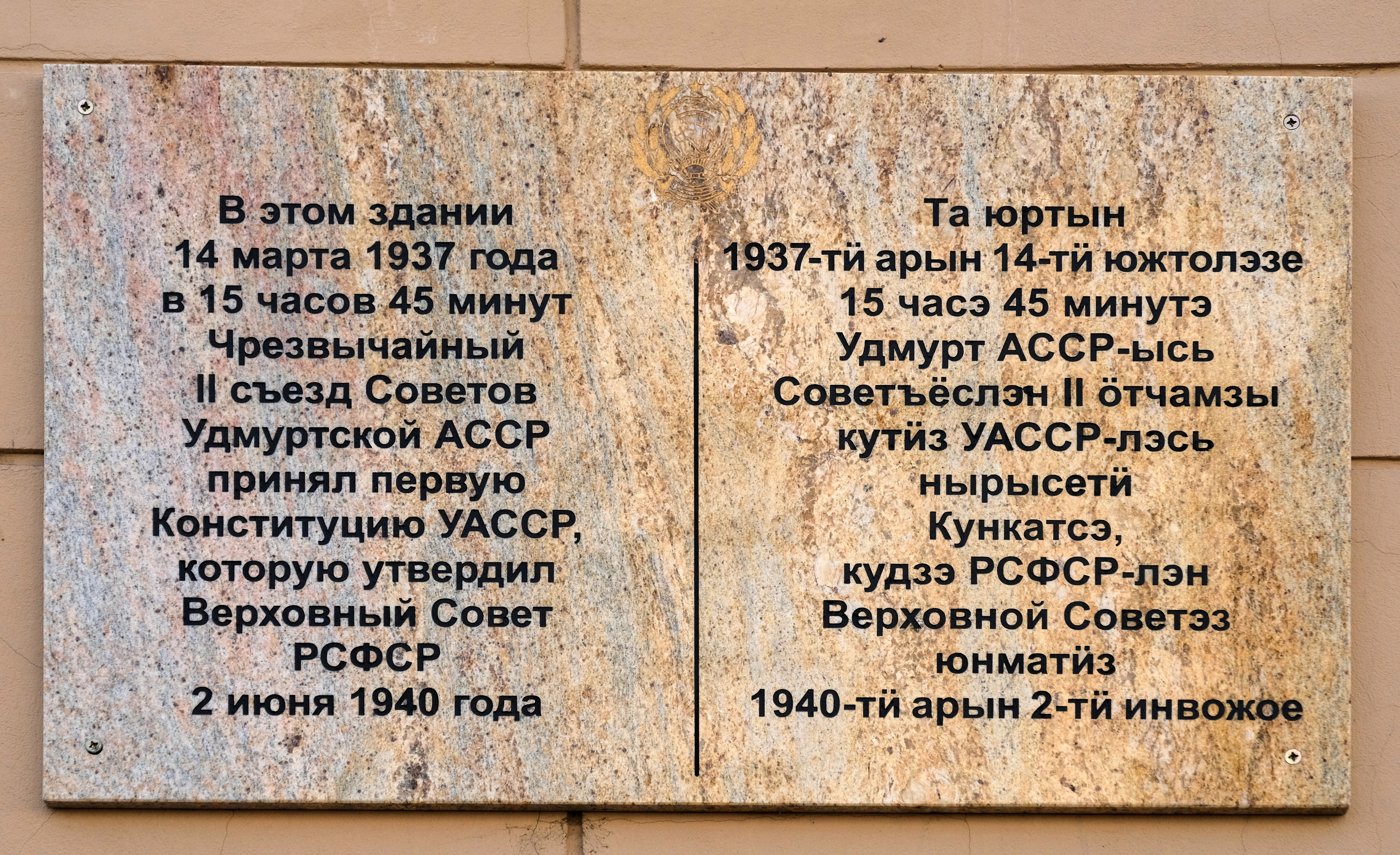
Памятная табличка на северной стене здания, посвящённая принятию 1-й конституции Удмуртии

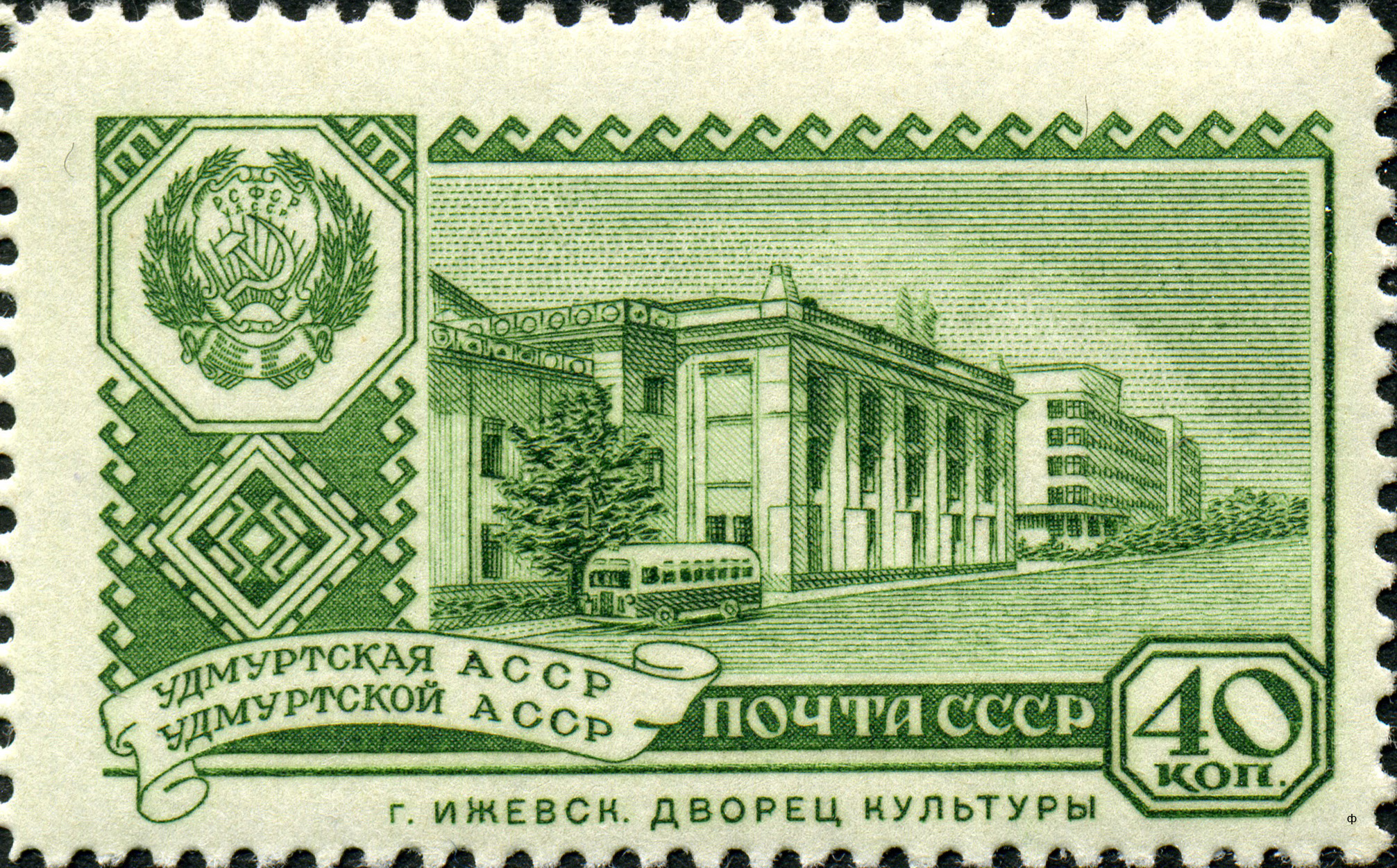
Здание театра на почтовой марке СССР 1960 года

11 июня 1935 года вышло Постановление Совнаркома УАССР о создании с 1 сентября того же года постоянного Государственного русского драматического театра. Первый коллектив театра был образован из актёров Московского Художественного театра, провинциальных театров, а также выпускников театральных училищ. Первым спектаклем, который состоялся 18 октября 1935 года, был «Аристократы». В репертуар первых лет работы театра вошли такие произведения, как «Маскарад», «Три сестры», «Мёртвые души», «Иркутская история».
В мае 1941 года здание объединённого театра русской и удмуртской драмы погибло в пожаре. Часть коллектива переехала в Сарапул, а вскоре началась война. Лишившаяся почти всего реквизита труппа театра начала выступать с концертами в госпиталях, колхозах, на фабриках и заводах, а также разучивала новые спектакли «Русские люди», «Двенадцатая ночь», «Батальон идет на Запад», «Дама-невидимка», «Нашествие» и «Сирано де Бержерак».
После войны, в 1946 году, театр получил новое здание в Ижевске, куда и вернулась труппа. Здание театра было построено по проекту архитектора В. Тишина, находилось недалеко от центра города и вмещало 760 зрителей. Первым спектаклем в новом здании стал «Азин» по произведению удмуртского драматурга И. Г. Гаврилова.
В 1961 году театр стал называться в честь В. Г. Короленко. В 1970—1980-х годах на сцене театра ставились такие спектакли, как «Мария Стюарт», «Старомодная комедия», «Вечно живые», «Святая святых» и др. На рубеже 1980—1990-х годов шли «Диктатура совести» М. Шатрова, «Самоубийца», «Звёзды на утреннем небе», «Черный человек, или Я бедный Сосо Джугашвили». В 2000-х годах ставились «Гений и беспутство», «Театр», «Волки и овцы», «Медовый месяц длиною в жизнь», «Пока она умирала» и «Плачу вперед».
В 2011 году театр занял здание на улице Горького, где ранее располагался Дворец культуры «Ижмаш» (архитектор В. П. Орлов), а в годы войны размещались цеха по изготовлению стрелкового оружия. До 2010 года здание украшала композиция «Триумф Победы» со скульптурами рабочего и солдата, установленная на его крыше в 1948 году и утраченная после реконструкции ДК. Для восстановления исторического архитектурного облика здания ижевскими скульпторами по старым фотографиям и архивному материалу изготовлена копия скульптурной композиции

## Театр сегодня

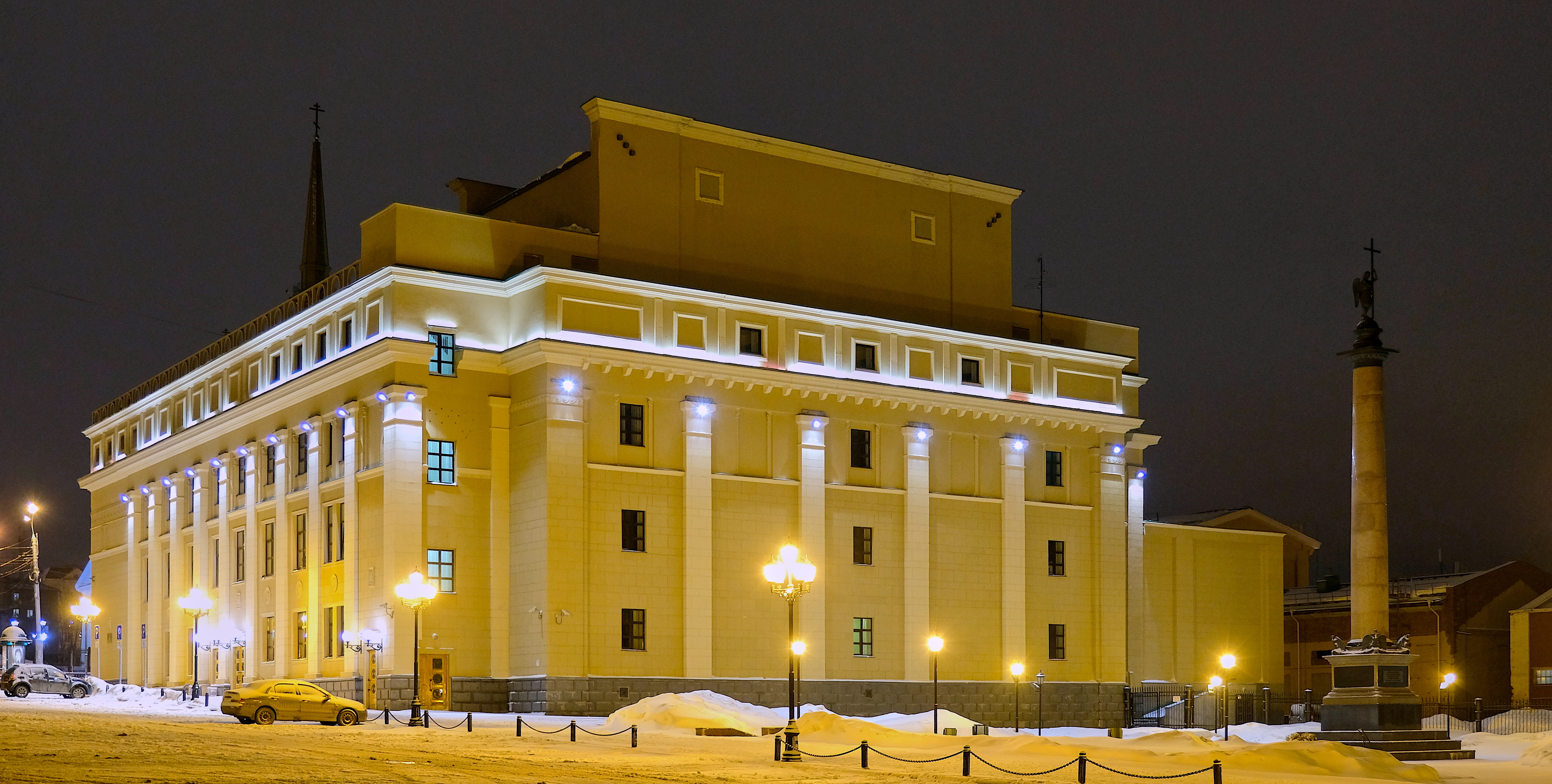
Театр ночью (вид на западную стену). Справа видна Михайловская колонна.

Современный репертуар театра состоит из таких произведений, как «Мария Стюарт», «Тёмные аллеи», «Игроки», «Барин, Полина и петух», «Дама с камелиями» — всего до 25 названий. Последние 10 лет руководителем театра был заслуженный артист России, заслуженный деятель искусств Удмуртии Владимир Сафонов. С осени 2010 года главный режиссёр театра — Виктор Прокопов.
Театр сотрудничает с артистами из других городов России. В 2012 году в театре была проведена «Творческая лаборатория молодых режиссёров».

## Известные люди, связанные с театром
- Миклашевская, Августа Леонидовна
- Евреинова, Ванда — заслуженная артистка УАССР
- Гальнбек, Борис — заслуженный артист УАССР
- Гляттер, Соломон — заслуженный артист УАССР, заслуженный деятель искусств Удмуртии
- Гусаров, Николай Николаевич — заслуженный артист УАССР
- Жирецкая, Людмила Павловна — заслуженная артистка РСФСР.
- Кац, Аркадий Фридрихович — заслуженный деятель искусств Российской Федерации
- Конопчук, Павлина Васильевна (1949—1961), народная артистка РСФСР
- Пастунов, Александр Михайлович — народный артист РСФСР, народный артист Удмуртской АССР
- Мази, Анжелина Гулермовна — народная артистка Удмуртской АССР, заслуженная артистка России.
- Свечников, Владимир Дмитриевич — народный артист Удмуртской АССР, заслуженный артист России.